# Hermann Metzke
Hermann Moritz Ferdinand Metzke (* 29. März 1801 in Sagan, Schlesien; † 11. Mai 1880 in ebenda) war ein deutscher Jurist und Politiker.

## Leben
Metzke studierte von 1819 bis 1822 Rechtswissenschaft an der Friedrich-Wilhelms-Universität Berlin. Danach war er als Justizrat und von 1846 bis 1851 als Fürstentumsgerichtsrat, schließlich von 1851 bis 1868 als Kreisgerichtsrat in Sagan tätig.
Er war vom 19. Mai 1848 bis 20. Mai 1849 für den Wahlkreis Provinz Schlesien in Sagan Mitglied der Frankfurter Nationalversammlung in der Fraktion Casino.